# Lucas Ribeiro (Fußballspieler, 1999)
Lucas Ribeiro dos Santos (* 19. Januar 1999 in Salvador) ist ein brasilianischer Fußballspieler. Er steht beim Ceará SC unter Vertrag.

## Karriere

### Im Verein
Ribeiro kam 2015 im Alter von 16 Jahren in die Jugend des EC Vitória. Nachdem Paulo César Carpegiani die erste Mannschaft übernommen hatte, debütierte er im August 2018 in der Série A. Insgesamt kam Ribeiro in der Saison 2018 auf 16 Série-A-Einsätze und stieg mit seiner Mannschaft am Saisonende in die Série B ab.
Am 28. Januar 2019 wechselte Ribeiro in die Bundesliga zur TSG 1899 Hoffenheim. Er unterschrieb einen Vertrag mit einer Laufzeit bis zum 30. Juni 2023 und stieg nach der U20-Südamerikameisterschaft im Februar in das Mannschaftstraining ein. Bis zum Ende der Saison 2018/19 zählte Ribeiro unter Julian Nagelsmann in keinem Spiel zum Spieltagskader. In der Saison 2019/20 stand unter dem neuen Cheftrainer Alfred Schreuder vermehrt im Spieltagsaufgebot, wurde jedoch nicht eingesetzt. Sein Bundesligadebüt gab Ribeiro am 23. Spieltag, als er beim 2:2-Unentschieden gegen Borussia Mönchengladbach kurz vor dem Spielende eingewechselt wurde und in der Nachspielzeit den Ausgleichstreffer erzielte. Eine Woche später folgte eine weitere Einwechslung, ehe er bis zum Saisonende, auch unter dem Interimstrainer Matthias Kaltenbach, nicht mehr berücksichtigt wurde.
Im August 2020 verlängerte Ribeiro seinen Vertrag bis zum 30. Juni 2024 und wurde auf seinen „ausdrücklichen Wunsch“ bis zum 31. Dezember 2021 in seine Heimat an Internacional Porto Alegre ausgeliehen. In der Saison 2020 kam er noch auf 13 Einsätze in der Série A. Im Frühjahr folgten 7 Einsätze in der Staatsmeisterschaft von Rio Grande do Sul, ehe er 7-mal in der Série-A-Saison 2021 spielte.
Im Januar 2022 wurde Ribeiro – ohne vorherige Rückkehr nach Hoffenheim – bis zum Jahresende an den Ceará SC weiterverliehen. Die ursprünglich bis Saisonende 2022 laufende Leihe wurde im Dezember 2022 bis Mai 2023 verlängert, damit Ribeiro eine im November 2022 operierte Knieverletzung noch bei Ceará auskurieren kann. Im Sommer 2023 verpflichtete Ceara ihn fest.

### In der Nationalmannschaft
Ribeiro ist seit Oktober 2018 in der brasilianischen U20-Nationalmannschaft aktiv. Im Januar 2019 nahm er mit der Auswahl an der U20-Südamerikameisterschaft in Chile teil.